# 哥伦比亚公平自由
哥伦比亚公平自由（西班牙語：Colombia Justa Libres）是一个基督教政党，成立于2017年，由多个基督教派系组成。2018年哥伦比亚议会选举期间，共选出了4名议员，其中包括3名参议员和1名众议员。自2018年上半年以来，和民主中心、绝对革新独立运动党等政党组成哥伦比亚大联盟，推选伊万·杜克·马尔克斯为总统，并成功当选。

## 意识形态
作为一个公民、民主和基督教政党，哥伦比亚公平自由寻求在在哥伦比亚社会的各个领域建立道德和公共道德原则，共同努力影响哥伦比亚的政治、公民和体制事务，并在经济、政治、社会和文化领域做出改变。
他们为人类的尊严，平等机会，加强民主而努力，为一个没有腐败并为人民服务的政府，为了基督徒的道德，为家庭，为了正义，诚实，卓越和真理而努力。推进公民行动，改变哥伦比亚所需的计划和体制措施。